# Hans Gerald Marckwald
Hans Gerald Marckwald (* 20. April 1878 in Berlin; † 18. Februar 1965 in Wiesbaden) war ein deutscher Diplomat.

## Leben
Nach dem Abitur am humanistischen Gymnasium in Wiesbaden studierte Marckwald ab 1897 an der Kaiser-Wilhelms-Universität Rechtswissenschaften. Am 16. Februar 1898 wurde er im Corps Rhenania Straßburg recipiert. Als Inaktiver wechselte er an die Friedrich-Wilhelms-Universität zu Berlin. Er legte 1901 das Referendarexamen ab, begann das Referendariat am Kammergericht und wurde zum Dr. iur. promoviert. Ein Jahr später wechselte er in den preußischen Verwaltungsdienst als Regierungsreferendar bei der Regierung in Stade und der Regierung in Köslin. Am 4. Mai 1906 bestand er die Prüfung als  Regierungsassessor. In den auswärtigen Dienst übernommen, wurde er 1908 zum Vizekonsul in Shanghai und 1910 zum stellvertretenden Konsul in Hongkong ernannt. 1911 kehrte er als Legationsrat in das Auswärtige Amt zurück. Am Ersten Weltkrieg nahm er als Rittmeister der Reserve und später als Sektionsleiter in der Kriegsrohstoffabteilung des Preußischen Kriegsministeriums teil. 1920 erfolgte seine Ernennung zum Wirklichen Legationsrat und Vortragenden Rat im Auswärtigen Amt. 1928 wurde Marckwald zum außerordentlichen Gesandten und bevollmächtigten Minister des Deutschen Reiches in La Paz in Bolivien ernannt. 1932 wurde er Generalkonsul 1. Klasse in Istanbul.  1934 erfolgte seine Versetzung in den einstweiligen Ruhestand und 1939 in den Ruhestand.